# آیشا اسمیت
آیشا اسمیت (انگلیسی: Aiysha Smith؛ زادهٔ ۱۸ ژوئیهٔ ۱۹۸۰) بازیکن بسکتبال اهل ایالات متحده آمریکا است.
وی در مسابقات کشوری و بین‌المللی در مجموع برندهٔ ۱ مدال طلا شده‌است.